# Bertholdia semiumbrata
Bertholdia semiumbrata är en fjärilsart som beskrevs av Adalbert Seitz 1921. Bertholdia semiumbrata ingår i släktet Bertholdia och familjen björnspinnare. Inga underarter finns listade i Catalogue of Life.